# Colomby-sur-Thaon
Colomby-sur-Thaon ist eine Ortschaft und eine ehemalige französische Gemeinde mit zuletzt 382 Einwohnern (Stand: 1. Januar 2017) im Département Calvados in der Region Normandie. Sie gehörte zum Arrondissement Caen und zum Kanton Courseulles-sur-Mer.
Mit Wirkung vom 1. Januar 2016 wurde Colomby-sur-Thaon mit der benachbarten Gemeinde Anguerny zur Commune nouvelle Colomby-Anguerny zusammengeschlossen und übt in der neuen Gemeinde der Status einer Commune déléguée aus. Der Verwaltungssitz befindet sich in Anguerny.

## Geografie
Colomby-sur-Thaon liegt rund zehn Kilometer nordnordwestlich von Caen.

## Bevölkerungsentwicklung
| Jahr                             | 1793 | 1836 | 1876 | 1926 | 1946 | 1968 | 1990 | 2009 | 2017 |
| Einwohner                        | 275  | 280  | 178  | 107  | 117  | 139  | 318  | 392  | 382  |
| Quelle: Cassini, EHESS und INSEE |      |      |      |      |      |      |      |      |      |

## Sehenswürdigkeiten
- Kirche Saint-Vigor aus dem 12. Jahrhundert, im 15. Jahrhundert umgebaut
- Herrenhaus aus dem 16. Jahrhundert, seit 1942 Monument historique[4]
- Les Grosses Devises sind zwei Menhire zwischen Colomby-sur-Thaon und Thaon.

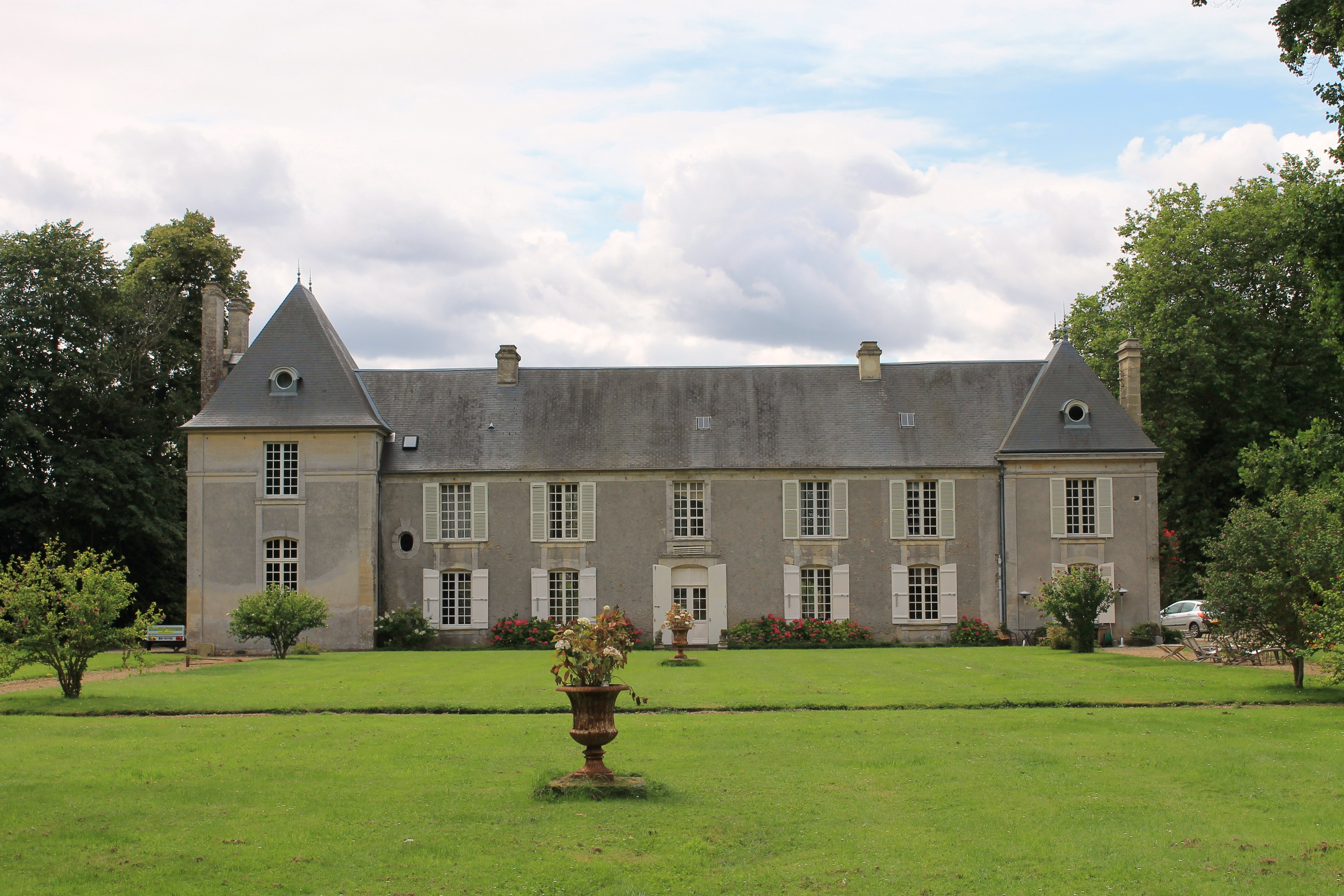
Das Herrenhaus